# Hippolyte-Jean-René de Toulongeon
Pour les articles homonymes, voir Toulongeon.
Hippolyte Jean René Toulongeon, comte de Champlitte, né le 7 septembre 1739 à Champlitte (Haute-Saône), mort le 2 octobre 1794 à Vienne (Autriche), est un général de division et député de la Révolution française.

## États de service
Il entre en service en 1750 comme mousquetaire de la Garde du roi, il devient aide de camp du duc de Randan en 1757, et il est admis aux honneurs de la cour en 1762. Il participe à la guerre de Sept Ans en Allemagne de 1758 à 1763, au sein du régiment du Dauphin cavalerie dont il est nommé colonel le 18 avril 1776.
Il est promu maréchal de camp le 5 décembre 1781.
Le 11 avril 1789 il est élu député de la noblesse aux états généraux, il défend les idées financières de Necker, et il se prononce en faveur de la rééligibilité des membres de l’assemblée, et réclame pour le roi le droit de grâce. 
Il est élevé au grade de lieutenant général le 30 juin 1791, et il émigre en 1792. Il fait la campagne de 1792 à l’armée des princes, puis il passe au service de l’Autriche. Apprenant qu’il est décrété d’accusation, il donne sa démission et fait paraître un journal « l’Esprit public » qui n’eut que 5 numéros.
Il meurt le 2 octobre 1794, à Vienne.

## Famille
Il est le frère du général Anne Edmé Alexandre de Toulongeon (1741-1823), et du député François Emmanuel Toulongeon (1748-1812).

## Sources
- (en) « Generals Who Served in the French Army during the Period 1789 - 1814: Eberle to Exelmans »
- Jean-François Robinet, Eugène et Le Chapelain, Dictionnaire historique et biographique de la révolution et de l'empire, 1789-1815, volume 2, Librairie Historique de la révolution et de l’empire, 886 p. (lire en ligne), p. 789.
- Fiche sur Assemblée nationale
- Jean-Marie Thiébaud, Les députés des villes et villages de Franche-Comté aux assemblées du Tiers Etat en 1789, C.E.G.F.C, 1989, p. 21.